# Little Johnny Jet
Little Johnny Jet ist ein US-amerikanischer animierter Kurzfilm von Tex Avery aus dem Jahr 1953.

## Handlung
John ist ein alter B-29-Bomber. Zwar wurde er für seine Verdienste im Zweiten Weltkrieg ausgezeichnet, doch findet er nun einige Jahre nach dem Krieg keine Anstellung mehr. Die Welt will nur noch Jets. Als seine Frau Mary ihm eröffnet, dass beide ein kleines Flugzeug erwarten, ist eine Arbeit für John umso dringlicher. Als er sich bei der Army melden will, werfen sie ihn raus. Auch zu Hause erlebt er eine Enttäuschung: Das Babyflugzeug entpuppt sich als kleiner Jet, der nun sausend die Wohnung durchfliegt. Erst als John in der Zeitung von einem Flugzeugwettfliegen liest, dessen Sieger einen Vertrag mit der Regierung erhält, steigt seine Laune. Er meldet sich zum Start.
Mary, die ahnt, dass ein Wettrennen mit den Jets ihren Mann überfordern wird, ist verzweifelt. Klein Johnny schmuggelt sich an Bord seines Vaters. Als der kaum in der Luft schon wieder abzustürzen droht, zieht Johnny ihn zurück in die Luft und schiebt ihn auf solche Geschwindigkeit, dass John am Ende das Rennen gewinnt. Ausgezeichnet jedoch wird sein Sohn und die Regierung eröffnet John, dass sie gerne 10.000 weitere Baby-Jets von ihm hätte. Entsetzt blickt John zu Mary, die errötet, jedoch schon zahlreiche Baby-Jet-Strampler gestrickt hat. 

## Produktion
Little Johnny Jet kam am 18. April 1953 in Technicolor in die Kinos. John wird im Film von Daws Butler gesprochen.

## Auszeichnungen
Little Johnny Jet wurde 1953 für einen Oscar in der Kategorie „Bester animierter Kurzfilm“ nominiert, konnte sich jedoch nicht gegen Katz und Maus im Walzertakt durchsetzen.